# Гагун, Роман Валентинович
Рома́н Валенти́нович Гагу́н (укр. Роман Валентинович Гагун; род. 16 июля 1993, Изяслав, Хмельницкая область) — украинский футболист, защитник клуба «Кудровка».

## Клубная карьера
Роман является воспитанником ДЮСШ «Пансион» из Шепетовки. Выступал за любительские команды «Олимпик-УОР» и «Темп». В 2012—2014 годах он числился в ужгородской «Говерле», но так за неё и не дебютировал. В 2014—2016 годах Роман выступал за клуб «Лазика» (Зугдиди) из первой грузинской лиги. В феврале 2017 года он вернулся на родину и присоединился к «Агробизнесу». В составе этого клуба Роман провёл 4 неполных сезона и прошёл с ним путь от любительской лиги до Первой, выиграв любительский чемпионат Украины и Вторую лигу.
В октябре 2020 года он стал игроком львовского «Руха». Роман дебютировал за новый клуб 25 октября в матче украинской премьер-лиги против луганской «Зари», в дополнительное время первого тайма он получил красную карточку. 22 февраля 2022 года Роман Гагун покинул львовский «Рух», расторгнув контракт по обоюдному согласию.

## Достижения
«Агробизнес»
- Чемпион Украины среди любительских команд: 2016/17
- Победитель Второй лиги Украины: 2017/18